# Pangrapta geometroides
Pangrapta geometroides là một loài bướm đêm trong họ Erebidae.